# 라타시슴

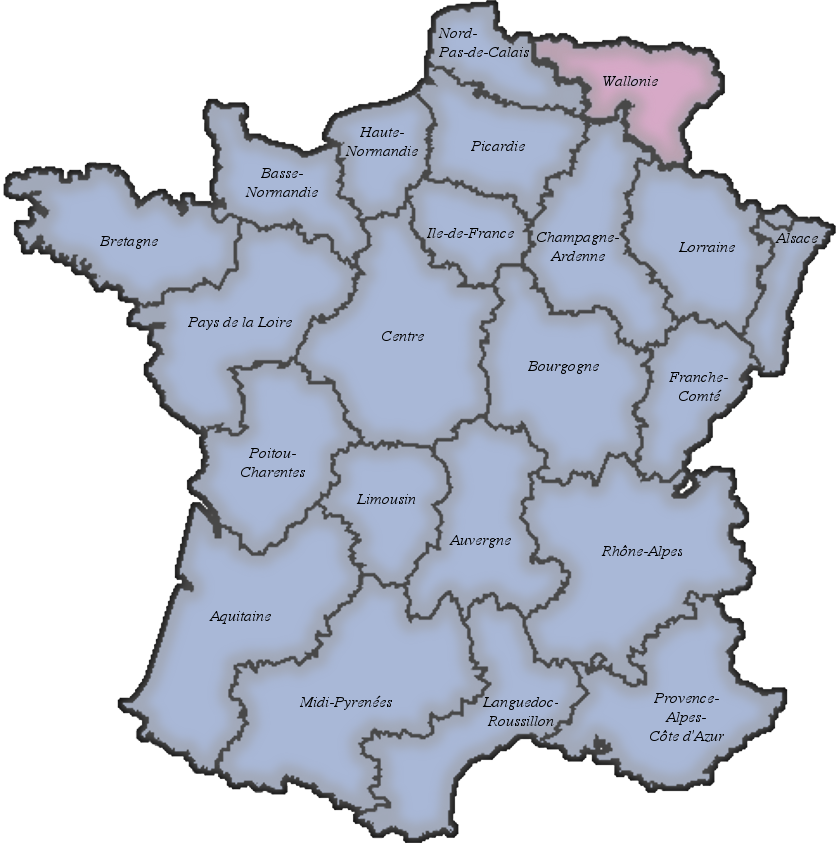
프랑스의 레지옹 (2014년 개혁 이전)에 왈롱을 더한 지도

라타시슴(프랑스어: Rattachism)은 프랑스와 왈롱의 통일을 추구하는 사상이다.

## 같이 보기
- 민족통일주의
- 자연국경론